# Vera Galuixka-Duiunova
Vera Galuixka-Duiunova (rus: Ве́ра Илларио́новна Галу́шка-Дуюно́ва)  (Krasnodar, 11 d'abril de 1945 - Taixkent, 2 de març de 2012) va ser una jugadora de voleibol russa que va competir per la Unió Soviètica durant les dècades de 1960 i 1970.
Durant la seva carrera esportiva va prendre part en dues edicions dels Jocs Olímpics. En ambdues, 1968 i 1972, va guanyar la medalla d'or en la competició de voleibol.
En el seu palmarès també destaca la victòria al Campionat del Món de voleibol de 1970 i la medalla de plata al de 1974. El 1973 guanyà la Copa del Món de voleibol. A nivell de clubs jugà al Dinamo de Krasnodar (1964) i Spartak / Avtomobilist de Taixkent (1965-1975).
En retirar-se de la competició passà a exercir tasques d'entrenadora a Taixkent. Els darrers anys de la seva vida fou vicepresidenta del Comitè Olímpic de l'Uzbekistan.